# Gunnar Nilsson
Gunnar Nilsson (Helsingborg, 20 november 1948 - Londen, 20 oktober 1978) was een Zweeds Formule 1-coureur. In 1975 won hij het Britse Formule 3-kampioenschap. Hij nam in 1976 en 1977 deel aan 31 van de 32 Grands Prix waar hij voor ingeschreven stond voor het team Lotus en behaalde hierin één overwinning (de Grand Prix in België in 1977), één snelste ronde, vier podia en 31 punten.

## Vroege jaren
Gunnar Nilsson werd geboren als tweede zoon van een aannemer uit Helsingborg. Hij ging naar een school in zijn geboorteplaats Helsingborg. Daarna ging hij werken als radio-officier op een marineschip. Nadat hij de marine had verlaten ging hij naar de Universiteit van Stockholm om bouwkunde te studeren. Na vier jaar haalde hij hier een diploma. In 1976 richtte hij samen met zijn partner een eigen bedrijf op.

## Junioren
Nilsson begon met racen bij nationale evenementen in Zweden, aan het eind van de jaren '60. In 1972 kreeg hij een contract aangeboden bij RFP Formule Vee. In dat seizoen reed hij tien wedstrijden en wist er daar een van te winnen. In 1973 werd hij tijdens het racen op de Nürburgring benaderd door het team Västkust-Stugan dat hem wilde sponsoren in 1974.

## Formule 3
Bij de Formule 3 reed Nilsson in 1975 naar de titel op het Brits kampioenschap. Deze zege leverde hem in 1976 een profcontract op bij Lotus.

## Formule 1
Toen hij in 1976 aankwam bij Lotus werd hij ploeggenoot van Jacky Ickx en zijn landgenoot Ronnie Peterson. In dit jaar wist de Zweed 2x 3e te worden. Hij werd uiteindelijk 10e in de Formule 1 eindstand.  In 1977 won hij de Grand Prix in België in 1977 voor Niki Lauda en Ronnie Peterson. Hij werd dat jaar Formule 1 8e in de eindstand. Daarbij moet gezegd worden dat hij de laatste 7 wedstrijden allemaal niet uitrijdt. Nadat eind december 1977 zaadbalkanker werd geconstateerd stopte Nilsson met rijden, hij overleed 10 maanden later.

## Resultaten

### Formule 1
| Jaar | Team       | Chassis             | Motor                        | 1 | 2      | 3      | 4     | 5      | 6      | 7     | 8      | 9      | 10    | 11    | 12     | 13     | 14     | 15     | 16    | 17 | Pos | Punten |
| ---- | ---------- | ------------------- | ---------------------------- | - | ------ | ------ | ----- | ------ | ------ | ----- | ------ | ------ | ----- | ----- | ------ | ------ | ------ | ------ | ----- | -- | --- | ------ |
| 1976 | Team Lotus | Team Lotus Lotus 77 | Ford-Cosworth DFV 2993 cc V8 |   | RSA NF | USW NF | ESP 3 | BEL NF | MON NF | SWE 7 | FRA NF | GBR NF | GER 5 | AUT 3 | NED NF | ITA 13 | CAN 12 | USA NF | JPN 6 |    | 10  | 11     |

## Teelbalkanker
Tijdens een routine check in december 1977 werd Nilsson geconfronteerd met het nieuws dat hij kanker had. Vanaf dat moment ging zijn gezondheid steeds verder achteruit. Hij werd naar het Charing Cross Ziekenhuis in Londen gebracht. In juli 1978 was Nilsson onherkenbaar geworden. Hij was 30 kg afgevallen en helemaal kaal, maar sprak toch van een comeback in de Formule 1. Hij richtte toen de Gunnar Nilsson Cancer Foundation op. Nadat zijn vriend en oud-ploeggenoot Ronnie Peterson overleed op Monza, ging het met de gezondheid van Nilsson nog slechter. Nilsson verloor de moed en zou uiteindelijk 5 weken later overlijden. Op 20 oktober overleed hij aan de gevolgen van teelbalkanker.